# بنگ بنگ بنگ (ترانه سلنا گومز و سین)
"بنگ بنگ بنگ" (به انگلیسی: Bang Bang Bang) یک آهنگ توسط گروه سلنا گومز و سین توسط سومین آلبوم استودیویی "وقتی خورشید غروب می کند" (۲۰۱۱) اجرا می‌شود. این تک آهنگ توسط ملنی اسمیت و پریسیلا هامیلتون و تولید کننده آهنگ توبی گاد نوشته شده‌است. این آهنگ به صورت انحصاری به آی‌تیونز استور در تاریخ ۷ ژوئن ۲۰۱۱ به عنوان اولین تبلیغ آلبوم منتشر شد.
سلنا گومز اعلام کرد که آهنگ شخصی‌ترین آهنگ آلبوم است. این آهنگ دارای اشعاری است که به همراه دوست پسر پیشین هدایت می‌شود، به عنوان شخصیت اصلی اعلام می‌کند که عاشق جدید او بسیار بهتر است. به لحاظ موسیقی، آهنگ دارای یک سبک تولید یکپارچهسازی با سیستمعامل است و تحت تأثیر موسیقی دهه ۱۹۸۰ است، در حالی که تولید ژانر الکتریکی دیسکو. منتقدان به بررسی‌های مثبت آهنگ پرداختند، با چندین نگرش جسورانه و احساسات یکپارچه سازی آن را تکرار کردند. این آهنگ در قسمت‌های پایین تر از ۱۰۰ آهنگ داغ بیلبورد و ۱۰۰ آهنگ داغ کانادا در شماره‌های ۹۶ و ۹۴ به ترتیب قرار دارد.

## چارت
| جدول (۲۰۱۱)                    | رتبه |
| ------------------------------ | ---- |
| کانادا (۱۰۰ تک‌آهنگ داغ کانادا) | ۹۶   |
| کره جنوبی(جدول گائون)          | ۲۶   |
| بیلبورد هات ۱۰۰ ایالات متحده   | ۹۴   |

| |  |  |
| گمانه زنی‌ها مبنی بر این بود که این آهنگ تحت تأثیر رابطه قبلی گومز با خواننده پاپ نیک جوناس (راست) و جاستین بیبر (چپ)است |  |  |